# Strong Heart
《Strong Heart 〜from Mai Kuraki Premium Live One for all, All for one〜》为倉木麻衣的首张DVD单曲。2011年11月23日由NORTHERN MUSIC发售。

## 概述
- 2个月连续发售的第二张单曲，倉木麻衣自己第一张DVD单曲。当初告知以《Strong Heart》作为CD单曲发售，因为在慈善演唱会上的倉木麻衣的热烈思念和观众产生的热情气氛的演唱会，强烈的叙说了最新作《Strong Heart》所持有的世界观的原因，决定作为主要Live视频的DVD单曲发售。。
- 收录了从2011年10月22日在日本武道馆举行的东日本大地震复兴支援慈善演唱会《Mai Kuraki Premium Live One for all, All for one》中选取的《Strong Heart》和《always》的Live视频。
- 一般的以“初回限定盤”和“通常盤”两种形态发售，并且对于歌迷会会员和Musing限定员也包含了“Musing&FC盤”，实际上是与三种形式发售的。各盘的封面都有差异。“初回限定盤”为“DVD+2CD”，“通常盤”和“Musing&FC盤”为“DVD+CD”。在“初回限定盤”中除了附加了收录《为什么我会如此地爱你呢 ～winter ver.～》的CD，作为特典，收录了原创基本标签、原创基本移动接受图像下载用的QR编码。“Musing&FC盤”收录了原创移动接受图像下载用的URL・QR编码和《Your Best Friend》的Live视频视听使用的URL・QR编码。
- 奖金盘为当初预定作为第三十八张单曲发售的CD。继第三十七张单曲《Your Best Friend》之后，两首歌曲都是有GIORGIO CANCEMI作編曲的歌曲。而且是以GIORGIO 13的名义和仓木麻衣共同作词。
- 《Strong Heart》为关西电视台・富士电视台周二十点电视剧《HUNTER～那些女子、赏金猎人～》的主题歌，并且是在《再一次》以后再次演唱，也是在为黄金时段播放的电视剧演唱的《Season of love》以后再次演唱。和这首歌相关，倉木麻衣说“制作这首歌如果能表现出相信自己走向心中的坚强和纤细的女性的心情。”[1]。
- 本作品销售额的一部分，作为东日本大震灾复兴支援金寄出。

## 收录歌曲

### DVD
1. Strong Heart
2. always

### Bonus Disc 1
1. Strong Heart [4:18]
  - 作詞：倉木麻衣、GIORGIO 13 / 作曲・編曲：GIORGIO CANCEMI
  - 关西电视台・富士电视台周二十点电视剧《HUNTER～那些女子、赏金猎人～》主题歌。
2. キミノコエ [5:16]
  - 作詞：倉木麻衣、GIORGIO 13 / 作曲・編曲：GIORGIO CANCEMI
3. Strong Heart -Instrumental-

### Bonus Disc 2
1. どうして好きなんだろう ～winter ver.～ [5:58]
  - 作詞：GIORGIO 13 / 作曲・編曲：GIORGIO CANCEMI / 歌：NERDHEAD  feat. Mai.K

## 銷售
| 發售日期          | 排行榜                       | 最高排名 | 總銷量 | 上榜週數 |
| ----------------- | ---------------------------- | -------- | ------ | -------- |
| November 23, 2011 | Oricon Daily Singles Chart   |          |        |          |
| November 23, 2011 | Oricon Weekly Singles Chart  | #4       | 19,859 | 3 weeks  |
| November 23, 2011 | Oricon Monthly Singles Chart |          |        |          |
| November 23, 2011 | Oricon Yearly Singles Chart  |          |        |          |